# Shareaza
Shareaza（シェアーザ）はGnutella2をメインとしたP2Pソフトウェアだが、オリジナルのGnutella、eDonkey2000ネットワークに接続することができる。また、BitTorrentにも対応している。また、Unicode仕様のため日本語を扱うことが出来る。
2004年6月1日のバージョン2.xからはライセンスのGPLに則ってオープンソースになった。

## 日本国内における違法性を巡る出来事
- 2010年9月28日：Shareazaを利用し、児童ポルノ動画を共有、男性1名を現行犯逮捕。

Shareazaを利用した事件を摘発するのは全国初。